# Francisco Javier Cedena

Francisco Javier Cedena Martínez (* Madrid, 13 de marzo de 1954) es un ex-ciclista  español. Campeón de España de categoría junior en 1972, fue profesional entre 1977 y 1983, y logró sus mayores éxitos deportivos en la Vuelta a España, donde conseguiría 1 victoria de etapa y la clasificación por puntos en  la edición de 1981. 

## Palmarés
| 1975 (como amateur) - 2 etapas del Cinturón a Mallorca 1976 (como amateur) - 1 etapa del Cinturón a Mallorca - 1 etapa del Tour de Irlanda 1979 - Trofeo Elola - 1 etapa de la Vuelta a Aragón 1980 - 1 etapa en la Vuelta a La Rioja | 1981 - 1 etapa de la Vuelta a España y la clasificación por puntos - 1 etapa de la Vuelta a Cantabria 1982 - 1 etapa de la Vuelta a Asturias 1983 - Vuelta a Murcia |

## Resultados en Grandes Vueltas y Campeonatos del Mundo
Durante su carrera deportiva ha conseguido los siguientes puestos en las Grandes Vueltas y en los Campeonatos del Mundo en carretera:
| Carrera         | 1977 | 1978 | 1979 | 1980 | 1981 | 1982 | 1983 |
| --------------- | ---- | ---- | ---- | ---- | ---- | ---- | ---- |
| Giro de Italia  | -    | -    | -    | -    | -    | -    | -    |
| Tour de Francia | -    | -    | -    | -    | -    | -    | -    |
| Vuelta a España | -    | -    | -    | -    | 19.º | 53.º | -    |
| Mundial en Ruta | -    | -    | -    | -    | -    | -    | -    |

-: no participa

Ab.: abandono